# Gerald Mayr
Gerald Mayr es un paleontólogo alemán que es jefe de la sección de ornitología en el Instituto de Investigación Senckenberg en Fráncfort del Meno, Hesse. Ha publicado extensamente sobre fósiles de aves, especialmente la avifauna del Paleógeno de Europa. Es un experto en la fauna eocena del yacimiento de Messel.
Taxones paleontológicos de aves descritos por Gerald Mayr:
| Año  | Taxón                                               | Autor/es                                                                            |
| ---- | --------------------------------------------------- | ----------------------------------------------------------------------------------- |
| 2025 | Pseudocrypturus gracilipes sp. nov.                 | Mayr & Kitchener                                                                    |
| 2025 | Pseudocrypturus danielsi sp. nov.                   | Mayr & Kitchener                                                                    |
| 2024 | Lumbrerornis rougieri gen. et sp. nov.              | Bertelli, Giannini, García-López, Deraco, Babot, Del Papa, Armella, Herrera, & Mayr |
| 2024 | Ypresicolius sandcoleiformis gen. et sp. nov.       | Mayr & Kitchener                                                                    |
| 2023 | Tynskya crassitarsus sp. nov.                       | Mayr & Kitchener                                                                    |
| 2023 | Tynskya brevitarsus sp. nov.                        | Mayr & Kitchener                                                                    |
| 2023 | Perplexicervix paucituberculata sp. nov.            | Mayr, Carrió, & Kitchener                                                           |
| 2023 | Eotrogon stenorhynchus gen. et sp. nov.             | Mayr, De Pietri, & Kitchener                                                        |
| 2022 | Allgoviachen tortonica gen. et sp. nov.             | Mayr, Lechner, & Böhme                                                              |
| 2021 | Tynskya waltonensis sp. nov.                        | Mayr                                                                                |
| 2021 | Archaeodromus anglicus gen. et sp. nov.             | Mayr                                                                                |
| 2020 | Aviraptor longicrus gen. et sp. nov.                | Mayr & Hurum                                                                        |
| 2020 | Primoptynx poliotauros gen. et sp. nov.             | Mayr, Gingerich, & Smith                                                            |
| 2014 | Baselrallus intermedius gen. et sp. nov.            | De Pietri & Mayr                                                                    |
| 2013 | Qianshanornis rapax gen. et sp. nov.                | Mayr, Yang, De Bast, Li, & Smith                                                    |
| 2011 | Hoazinavis lacustris gen. et sp. nov.               | Mayr, Alvarenga, & Mourer-Chauviré                                                  |
| 2006 | Masillaraptor parvunguis gen. et sp. nov.           | Mayr                                                                                |
| 2005 | Protocypselomorphus manfredkelleri gen. et sp. nov. | Mayr                                                                                |
| 2000 | Tynskya eocaena gen. et sp. nov.                    | Mayr                                                                                |

## Obra
- Mayr, Gerald (2009). Paleogene fossil birds. Springer. p. 275. ISBN 978-3540896272.
- Mayr, Gerald (2016). Avian evolution: the fossil record of birds and its paleobiological significance. Topics in Paleobiology. Wiley-Blackwell. p. 306. ISBN 978-1-119-02076-9.